# Charles Berlitz
Charles Frambach Berlitz (23 tháng 11 năm 1913 – 18 tháng 12 năm 2003) là một giáo viên ngoại ngữ và đa ngôn ngữ người Mỹ nổi tiếng với các khóa học ngôn ngữ và viết sách về các hiện tượng huyền bí.

## Tiểu sử
Berlitz chào đời ở Thành phố New York. Ông là cháu của Maximilian Berlitz, người sáng lập Trường Ngoại ngữ Berlitz. Khi còn là một đứa trẻ, Charles được nuôi dưỡng trong một gia đình mà (theo lệnh của cha ông), mọi người thân và người hầu đều nói với Charles bằng một thứ ngôn ngữ khác: đến tuổi thiếu niên ông nói được tám thứ tiếng trôi chảy. Ở tuổi trưởng thành, ông nhớ lại đã từng bị ảo tưởng thời thơ ấu rằng mỗi con người nói một thứ tiếng khác nhau, tự hỏi tại sao ông lại không có ngôn ngữ riêng như mọi người khác trong gia đình. Người cha nói chuyện với ông bằng tiếng Đức, ông nội nói bằng tiếng Nga và bảo mẫu nói bằng tiếng Tây Ban Nha.
Ông bắt đầu làm việc cho cơ sở giáo dục của gia đình là Trường Ngoại ngữ Berlitz, trong thời gian nghỉ học đại học. Nhà xuất bản, mà ông là phó chủ tịch, đã bày bán, trong số những thứ khác, sách cụm từ du lịch và từ điển bỏ túi, mà ông là tác giả của một vài ấn phẩm này. Ông cũng đóng một vai trò quan trọng trong việc phát triển các khóa học ngôn ngữ bằng băng và ghi âm. Ông rời công ty vào cuối những năm 1960, không lâu sau khi ông bán lại công ty này cho nhà xuất bản Crowell, Collier & Macmillan. Ông tốt nghiệp magna cum laude (bằng danh dự xuất sắc) từ Đại học Yale.
Berlitz là một nhà văn chuyên viết về các hiện tượng huyền bí. Ông đã viết một số sách liên quan đến Atlantis. Trong quyển The Mystery of Atlantis, ông khẳng định Atlantis là có thật, dựa trên sự giải thích của ông về địa vật lý, nghiên cứu tâm linh, văn học cổ điển, truyền thuyết bộ lạc và khảo cổ học. Ông cũng cố gắng liên kết Tam giác Bermuda với Atlantis. Ông tuyên bố sắp đặt vị trí của Atlantis nằm dưới đáy biển trong khu vực Tam giác Bermuda. Ông cũng là một người đề xướng thuyết phi hành gia cổ đại, với niềm tin rằng người ngoài hành tinh đã từng đến thăm Trái Đất từ thời xa xưa.. Berlitz dành trọn 13 năm làm nhiệm vụ tích cực trong Quân đội Mỹ, chủ yếu là về tình báo. Năm 1950, ông kết hôn với Valerie Seary, họ có hai đứa con, cô con gái tên Lin, và cậu con trai tên Marc. Ông qua đời năm 2003 ở tuổi 90 tại Bệnh viện Đại học ở Tamarac, Florida.

## Chỉ trích
Những phát biểu của Berlitz về Tam giác Bermuda và Thí nghiệm Philadelphia đã bị chỉ trích nặng nề từ giới nghiên cứu và khoa học gia vì sự không xác thực này. Ông cũng phải hứng chịu những lời chỉ trích vì bỏ qua sự giải thích tự nhiên có thể và thúc đẩy các ý tưởng giả khoa học.. Larry Kusche đã tố cáo Berlitz bịa đặt bằng chứng và sáng tạo ra những bí ẩn không có cơ sở trên thực tế.

## Tác phẩm

### Hiện tượng dị thường
- The Mystery of Atlantis (1969)
- Mysteries from Forgotten Worlds (1972)
- The Bermuda Triangle (1974) ISBN 0-285-63326-0
- Without a Trace (1977)
- The Philadelphia Experiment - Project Invisibility (1979)
- The Roswell Incident (1980)
- Doomsday 1999 A.D. (1981) ISBN 0-586-05543-6
- Atlantis - The Eighth Continent (G. P. Putnams Sons., New York, 1984)
- Atlantis: The Lost Continent Revealed, Macmillan, London, 1984
- The Lost Ship of Noah: In Search of the Ark at Ararat (1987)
- The Dragon's Triangle (1989)
- World of the Incredible but True (Ballantine Books, New York, 1991)
- World of Strange Phenomena (Little Brown & Company, New York, 1995)

### Ngôn ngữ
- Native Tongues (1982)